# Valor e
O valor e (ou e-value) corresponde ao cálculo da probabilidade do complementar de um conjunto T, denominado conjunto tangente, do espaço paramétrico. O cálculo desta probabilidade normalmente é feito na distribuição a posteriori do parâmetro de interesse (teta) - aquela que descreve as incertezas sobre teta depois da obtenção da verossimilhança.
O conjunto tangente é o conjunto dos pontos do espaço paramétrico cuja densidade a posteriori é maior do que as densidades a posteriori de todos os pontos da hipótese que está sendo testada.

## Definição de Pereira e Stern
Carlos Alberto de Bragança Pereira e Julio Michael Sterndesenvolveram uma medida de significância estatística para hipóteses precisas, almejando saber o valor epistêmico de uma hipótese H em função dos dados empíricos ou das observações realizadas X, isto é, desenvolveram o e-valor de H dado X e denotada como ev(H|X).